# (32209) 2000 OW9
2000 OW9 (asteroide 32209) é um asteroide da cintura principal. Possui uma excentricidade de 0.27342330 e uma inclinação de 12.84167º.
Este asteroide foi descoberto no dia 23 de julho de 2000 por LINEAR em Socorro.